# 吸江英心
吸江 英心（きゅうこう えいしん）は、戦国時代の日本の曹洞宗の僧侶で、甲斐武田家出身。

## 生涯
武田信縄の「次子」とされており、信虎のすぐ下の弟で、勝沼信友より年長者だった可能性がある。信縄の命令で僧侶となり、天桂禅長の弟子となっているため、かなり早くに僧侶にされたと推定されている（信縄死去の永正4年（1507年）以前）。
永正16年（1519年）に信虎が甲府に移ると、天桂を開山として、菩提寺として甲府に大泉寺 (甲府市)を建立し、自らは大泉寺2世となった。英心は甥の武田晴信の時代である天文24年（1555年）1月5日に死去した。